# Cyclisme handisport
Le cyclisme handisport (ou paracyclisme) est un sport dérivé du cyclisme. Les prototypes de vélocimanes datent du début du XXe siècle, le vélo pour handicapés physiques date des années 1960, le tandem pratiqué par les déficients visuels des années 1970 et enfin le handbike pour les personnes en fauteuil roulant des années 1990.
Au niveau international c'est l'Union cycliste internationale qui est la fédération de référence. En France, la Fédération française handisport a reçu délégation le 31 décembre 2016 du ministère des Sports pour organiser la pratique du cyclisme handisport.

## Règles
Le cyclisme handisport respecte les règles établies par l’Union cycliste internationale, qu'il adapte vis-à-vis des types de handicaps. Le cyclisme de compétition comprend deux disciplines : le cyclisme sur route et le cyclisme sur piste. Le cyclisme sur route est pratiqué en extérieur et le cyclisme sur piste dans un vélodrome.
Le cyclisme est aussi un moyen de déplacement et un sport de loisir qui permet de faire des randonnées ou du VTT.

## Équipement
Le port du casque est obligatoire pour les cyclistes. Sa couleur dépend de la catégorie de l'athlète.
Les déficients visuels roulent sur des tandems et les handicapés physiques sur des vélos peu modifiés. Les vélos de handbike sont destinés aux personnes en fauteuil roulant. Ils possèdent trois roues et sont tractés par la roue avant à l'aide d'un système utilisant l'énergie des bras.

## Classification des handicaps

### Ancienne classification
Cette classification était utilisée jusqu'aux Jeux paralympiques d'été de 2008 (voir cyclisme aux Jeux paralympiques de 2008 (en)).
Les catégories utilisées, identiques pour le cyclisme sur route et le cyclisme sur piste, étaient les suivantes :
| Catégorie                                                                                   | Observations |
| Handicap visuel (B&VI pour blind and visually impaired). Tandem piloté par un guide valide. | Handicap visuel (B&VI pour blind and visually impaired). Tandem piloté par un guide valide. |
| ------------------------------------------------------------------------------------------- | --- |
| B&VI                                                                                        | Les trois sous-catégories B1 (athlète aveugle), B2 (athlète mal-voyant ayant une acuité visuelle de 6/24 maximum et/ou un champ visuel de moins de 5 degrés) et B3 (athlète mal-voyant ayant une acuité visuelle comprise entre 2/60 et 6/12 et/ou un champ visuel compris entre 5 et 20 degrés) concourent ensemble. |
| Handicap moteur (LC pour locomoteur)                                                        | |
| LC1                                                                                         | Athlète atteint d’un handicap mineur ou minime. |
| LC2                                                                                         | Athlète handicapé d’une seule jambe et capables de pédaler normalement en utilisant leurs deux jambes, avec ou sans prothèse. |
| LC3                                                                                         | Athlète handicapé de l’un des membres inférieurs pédalant en majorité avec une jambe. |
| LC4                                                                                         | Athlète atteint de handicaps plus lourds affectant généralement les deux membres inférieurs. |
| Paralysie cérébrale (CP pour cerebral palsy)                                                | |
| CP1                                                                                         | Athlète les plus lourdement handicapés concourant sur tricycle. |
| CP2 et CP3                                                                                  | Athlètes appartenant à ces deux catégories peuvent choisir de concourir sur tricycle (CP2) ou sur vélo (CP3). |
| CP4                                                                                         | Athlètes les moins lourdement handicapés courant sur des vélos. |
| Handbike                                                                                    | |
| H1/2                                                                                        | Tétraplégie, quadriplégie, paraplégie ou problèmes d'usage des bras et des mains |
| H3/4/5                                                                                      | Paraplégie ou amputation des jambes avec totale stabilité du tronc |

Les déficients visuels roulent en tandem derrière un pilote voyant, qui n'est pas cycliste professionnel. Ils participent à des épreuves sur route et sur piste.
Dans les catégories LC, les femmes et les hommes courent ensemble sur route et sur piste, mais les femmes courent avec les hommes de la catégorie inférieure (une athlète classée LC1 va courir avec les cyclistes hommes classés LC2).
Dans les catégories CP, les cyclistes des deux sexes courent ensemble mais ne participent qu'à des épreuves sur route.
Dans les catégories HC, les cyclistes hommes et femmes courent séparément.

### Classification actuelle
Cette classification a été mise en place à partir des Jeux paralympiques d'été de 2012 (voir cyclisme aux Jeux paralympiques de 2012 (en)).
Les athlètes sont classés en catégories, identiques pour le cyclisme sur route et le cyclisme sur piste, selon leur handicap, :
| Catégorie                                                          | Observations |
| Handicap visuel (B pour blind). Tandem piloté par un guide valide. | Handicap visuel (B pour blind). Tandem piloté par un guide valide. |
| ------------------------------------------------------------------ | --- |
| B                                                                  | Les trois sous-catégories B1 (athlète aveugle), B2 (athlète mal-voyant ayant une acuité visuelle de 6/24 maximum et/ou un champ visuel de moins de 5 degrés) et B3 (athlète mal-voyant ayant une acuité visuelle comprise entre 2/60 et 6/12 et/ou un champ visuel compris entre 5 et 20 degrés) concourent ensemble. |
| Handicap physique - Handbike                                       | |
| H1                                                                 | Tétraplégie de niveau C6 (ou moins) et handicaps assimilés. |
| H2                                                                 | Tétraplégie de niveau C7 à C8 et handicaps assimilés. |
| H3                                                                 | Paraplégie de niveau D1 à D10 et handicaps assimilés. |
| H4                                                                 | Paraplégie de niveau inférieur à D10 et handicaps assimilés, en position allongée. |
| H5                                                                 | Athlète possédant le handicap minimum et pratiquant à genoux. |
| Handicap physique - Tricycle                                       | |
| T1                                                                 | Infirmité motrice cérébrale “sévère” (hémiplégie, diplégie, quadriplégie), traumatismes crâniens, AVC massifs et handicaps assimilés. |
| T2                                                                 | Infirmité motrice cérébrale “modérée” (hémiplégie, diplégie, quadriplégie) et handicaps assimilés IMC. |
| Handicap physique - Vélo solo (C pour cycling)                     | |
| C1                                                                 | Amputation fémorale + membre supérieur et handicaps assimilés. |
| C2                                                                 | Amputation fémorale sans utilisation de prothèse et handicaps assimilés. |
| C3                                                                 | Double amputation tibiale et handicaps assimilés. |
| C4                                                                 | Simple amputation tibiale et handicaps assimilés. |
| C5                                                                 | Amputation d’un membre supérieur et handicaps assimilés. |

## Compétitions
Les compétitions de cyclisme pour athlètes handicapés datent des années 1980.
Le cyclisme sur route est devenu sport officiel aux Jeux paralympiques de 1988 à Séoul et le cyclisme sur piste lors des Jeux paralympiques de 1996 à Atlanta.